# Asmate brunneoviolacea
Asmate brunneoviolacea är en fjärilsart som beskrevs av Alexander Michailovitsch Djakonov. Asmate brunneoviolacea ingår i släktet Asmate och familjen mätare. Inga underarter finns listade i Catalogue of Life.